# Don Sahlin
Donald (Don) Sahlin (Stratford (Connecticut), 19 juni 1928 – Manhattan (New York), 19 februari 1978) was een Amerikaans poppenmaker.

## Carrière
Sahlin was de eerste en een van de belangrijkste professionele poppenmakers die Jim Henson in dienst nam. Hij bouwde poppen voor onder andere Sesame Street en The Muppet Show. Daarnaast vervolmaakte hij een aantal reeds bestaande Muppets. Ook Hensons eerste bekende pop Rowlf werd door hem ontworpen en gemaakt.
Jim Henson bedacht het personage Kermit de Kikker dat in eerste instantie in de serie Sam and Friends (1955-1961) figureerde. Destijds was hij nog een hagedisachtig wezen. Sahlin gaf Kermit zijn kenmerkende kraag en maakte van hem een kikker. Volgens Henson was het Muppet-uiterlijk – de kenmerkende ogen en de brede, grote mond – grotendeels afkomstig van Sahlin. Ook het genoegen dat Sahlin erin schepte om zijn collega's de stuipen op het lijf jagen door middel van ontploffingen, heeft zijn sporen nagelaten: de door explosies gefascineerde Muppet Crazy Harry (aanvankelijk Crazy Donald genoemd) werd lichtjes op hem gebaseerd.
Sahlin overleed op 49-jarige leeftijd, waarschijnlijk aan een hartaanval.
De laatste aflevering van Fraggle Rock werd aan Sahlin opgedragen. Daarnaast liet Henson de tekst "To the happy memories of Don Sahlin" aanbrengen op een bankje in park Hampstead Heath te Londen. Het bankje was een favoriete plek van Don Sahlin en Jim Henson tijdens hun werk in Engeland. Nadat Henson zelf overleed in 1990 werd de tekst "and the joyful life of Jim Henson" toegevoegd.